# 924 до н. е.

## Події
- Наступником верховного жерця Стародавнього Єгипту став Шешонк II, син Осоркона I, який зайняв місце померлого Амона Іупута.

## Померли
- Верховний жрець Стародавнього Єгипту Амона Іупут.